# Москаленко Антоніна Іванівна
Антоніна Іванівна Москаленко (9 листопада 1919, Харків — 8 березня 2015, там же) — радянська й українська акторка театру, заслужена артистка України.

## Біографія
Народилася в Харкові в родині Прасков'ї Антонівни та Івана Петровича Москаленко. Батько був начальником колонії неповнолітніх злочинців ім. А. М. Горького. Під час навчання в школі брала участь в художній самодіяльності. В 1939 після закінчення школи її прийняли зразу на 2-й курс драматичної студії при Харківському драматичному театрі (керівник Олександр Крамов), а в 1941 році, після її закінчення, була зарахована в труппу театра. 
З початком Великої Вітчизняної війни театр був евакуований на схід. Актриса з  мамою опинилася в селищі під Алматой. Батько керував евакуацією ІТК в Томську, куди пізніше перебралися і Антоніна Москаленко з мамою. В Томські вона записалась до бригади фронтових санітарів і разом із  санітарним ешелоном попала на Малоярославський напрям під час  битви за Москву. Після розгрому ворога під Москвою була там санітаркою в госпіталі. Після виздоровлення від сипного тифу, повернулася в Томськ, а в 1944 році — в Харків.
Все життя пропрацбвала в Харківському театрі імені Пушкіна, де зіграла понад 200 ролей. 
Померла 8 березня 2015 року в Харкові

### Сім'я
- Чоловік — Всеволод Цвєтков, актор Харківського драмтеатру, з яким разом навчалася в театральній студії.
- Син — Георгій Всеволодович Цвєтков (народ. 1943), закінчив режисерський факультет Харківського інституту мистецтв, керівник Московського театру анімації «Жар-Птиця».

## Нагороди й премії
- Заслужена артистка України (1999)[3].

## Работа в театрі
- «Дом сумасшедших»
- «Семейный портрет с посторонним»
- «Вишневий сад» А. П. Чехова
- «Доходное место» А. Н. Островского
- «Мещане» М. Горького
- «Старомодная комедия» Арбузова
- «Мир перевернулся» Папаяна
- «Характеры» В. Шукшина
- «Уступи место завтрашнему дню» — Люси Купер
- «Деревья умирают стоя» — Бабушка
- «Поминальная молитва» Г. Горина

## Фільмографія
- 2012 — Синдром дракона[ru] — епізод